# Жан-Рікнер Белльгард
Жан-Рікнер Белльгард (фр. Jean-Ricner Bellegarde, нар. 27 червня 1998, Коломб, Франція) — французький футболіст гаїтянського походження, півзахисник англійського клубу «Вулвергемптон Вондерерз».

## Ігрова кар'єра

### Клубна
Жан-Рікнер Белльгард починав грати у футбол у молодіжних командах клубів «Ле Ман» і «Ланс». Саме у складі останнього він і дебютував на професійному рівні в Лізі 2 у липні 2016 року. Разом з цим футболіст продовжував свої виступи у другій команді «Ланса».
У липні 2019 року Белльгард підписав чотирирічний контракт зі «Страсбуром». Дебют футболіста у вищому дивізіоні відбувся 11 серпня 2018 року, коли він вийшов на заміну у матчі проти «Меца».

### Збірна
Жан-Рікнер Белльгард має гаїтянське коріння але на міжнародному юнацькому рівні обрав Францію.
У травні 2019 року Белльгард був внесений в розширений список з 40-ка чоловік національної збірної Гаїті на турнір Золотий кубок КОНКАКАФ. Але до остаточної заявки футболіст не потрапив.